# Lijst van Tweede Kamerleden 1833-1836
De samenstelling van de Tweede Kamer der Staten-Generaal 1833-1836 biedt een overzicht van de Tweede Kamerleden in de periode tussen oktober 1833 en oktober 1836. De zittingsperiode ging in op 22 oktober 1833 en eindigde op 17 oktober 1836.
Er waren 55 Tweede Kamerleden, die verkozen werden door de Provinciale Staten van de 9 provincies die Nederland toen telde. Tweede Kamerleden werden verkozen voor een periode van drie jaar. Elk jaar werd een derde van de Tweede Kamer vernieuwd.

## Samenstelling na de verkiezingen van 1833

### Regeringsgezinden (34 zetels)
- Hubert Matthijs Adriaan Jan van Asch van Wijck[1][2]
- Gerard Beelaerts van Blokland[3][2]
- Cornelis Gerrit Bijleveld[4][2]
- Pieter Johan Boddaert[4][5]
- Ambrosius Ayzo van Boelens[6]
- Tobie Constantijn de Bordes[3][5]
- George Clifford[3][2]
- Paulus Emanuel Anthony de la Court[7][2]
- Petrus Josephus Cuypers[7][5]
- Herman Jacob Dijckmeester[8]
- Willem Boudewijn Donker Curtius van Tienhoven[3][5]
- François Constantijn Willem Druyvesteyn[3]
- François Frets[3]
- Joseph Gockinga[9][5]
- Johan Gulielmus Hinlópen[4]
- Anthony Hoynck van Papendrecht[3][5]
- Arnoldus Josephus Ingenhousz[7]
- Marinus Willem de Jonge van Campensnieuwland[3][2]
- Willem Johannes Junius van Hemert[3]
- Jacob Carel van de Kasteele[3][5]
- Frans Lemker[10]
- Petrus Andreas van Meeuwen[7]
- Willem Jan Quintus[9][5]
- Frederik van Rappard[8][2]
- Ocker Repelaer van Molenaarsgraaf[3]
- Willem Anne Schimmelpenninck van der Oye[8][5]
- Arnold Jan Bernard van Suchtelen[10][2]
- Oncko van Swinderen van Rensema[9][2]
- Tammo Sypkens[9]
- Jan Diederik van Tuyll van Serooskerken[7][5]
- Antonius Josephus Joannes Henricus Verheyen[7][2]
- Johan Weerts[8]
- Sjuck van Welderen Rengers[6][5]
- Jan Iman Hendrik van Wickevoort Crommelin[3]

### Financiële oppositie (16 zetels)
- Daniël François van Alphen[3][5]
- Hendrik Backer[3][2]
- Jan Corver Hooft[3][5]
- Edmond Willem van Dam van Isselt[8][2]
- Pieter Samuël Dedel[3][5]
- Daam Fockema[6][5]
- Reinier Saris van der Gronden[10][5]
- Daniël Hooft Jzn.[3]
- Johannes Luyben[6][2]
- Chretien Jacques Adrien van Nagell[8][5]
- Jacob Gerard van Nes van Meerkerk[1]
- Johannes Op den Hooff[3][2]
- Jacobus Hendricus van Reenen[3][2]
- Albertus Sandberg[10]
- Willem René van Tuyll van Serooskerken van Coelhorst[1][5]
- Antoine Warin[3][2]

### Onafhankelijken (2 zetels)
- Hendrik Collot d'Escury[3]
- Maurits Pico Diederik van Sytzama[6][2]

### Gematigde liberalen (2 zetel)
- Jentje Cats Epz.[6][2]
- Gerrit Kniphorst[11][2]

### Liberalen (1 zetel)
- Lodewijk Caspar Luzac[3][5]

## Bijzonderheden
- Bij de verkiezingen van 1833 werden 17 Tweede Kamerleden verkozen. Zij werden op 22 oktober 1833 geïnstalleerd.
- Frederik van Rappard (regeringsgezinden) kwam op 22 oktober dat jaar in de Tweede Kamer als opvolger van de op 25 september 1833 overleden Otto van Randwijck.

## Tussentijdse mutaties

### 1833
- 3 december: Antonius Josephus Joannes Henricus Verheyen (regeringsgezinden) overleed. De Provinciale Staten van Noord-Brabant verkozen Joannes Benedictus Hyacinthus van de Mortel als zijn opvolger, hij werd op 1 april 1834 geïnstalleerd.

### 1834
- Bij de verkiezingen dat jaar werd het mandaat van 19 Tweede Kamerleden hernieuwd. Volgende Tweede Kamerleden waren geen kandidaat voor een hernieuwing van hun mandaat of werden  niet herkozen: Petrus Josephus Cuypers (regeringsgezinden) in Noord-Brabant en Daam Fockema (financiële oppositie) in Friesland. Hun mandaat liep af op 20 oktober 1834.
- Hun opvolgers waren Roverius Petrus Romme (financiële oppositie) en Tiete Solkes Tromp (regeringsgezinden). Beiden werden dezelfde dag nog geïnstalleerd.
- 20 oktober: Tammo Sypkens (regeringsgezinden) nam ontslag vanwege zijn benoeming tot lid van de Eerste Kamer der Staten-Generaal. De Provinciale Staten van Groningen verkozen Cornelis Star Busmann als zijn opvolger, hij werd dezelfde dag nog geïnstalleerd.
- 30 november: Ambrosius Ayzo van Boelens (regeringsgezinden) overleed. De Provinciale Staten van Friesland verkozen Gerrit Nicolaas Mulier als zijn opvolger, hij werd op  24 maart 1835 geïnstalleerd.

### 1835
- 1 juli: Jacob Carel van de Kasteele (regeringsgezinden) overleed. De Provinciale Staten van Holland verkozen Gerardus Wouter Verweij Mejan (gematigde liberalen) als zijn opvolger, hij werd op 20 oktober dat jaar geïnstalleerd.
- Bij de verkiezingen dat jaar werd het mandaat van 19 Tweede Kamerleden hernieuwd. Volgende Tweede Kamerleden, beiden regeringsgezinden, waren geen kandidaat voor een hernieuwing van hun mandaat of werden niet herkozen: Cornelis Gerrit Bijleveld in Zeeland en Arnold Jan Bernard van Suchtelen in Overijssel. Hun mandaat liep af op 19 oktober 1835.
- Hun opvolgers waren Jacob Lodewijk Snouck Hurgronje en Willem Hendrik Vijfhuis (beiden regeringsgezinden). Snouck Hurgronje werd op 20 oktober 1835 geïnstalleerd, Vijfhuis een dag later.